# 奈良坂巧
奈良坂 巧（ならさか たくみ、2002年7月6日 - ）は、神奈川県横浜市都筑区出身のプロサッカー選手。Jリーグ・FC町田ゼルビア所属。ポジションはディフェンダー。

## 略歴
桐光学園高校では1年次に全国高等学校サッカー選手権大会に出場。また2年次にはインターハイで優勝を果たした。
2020年9月10日、2021年シーズンからのFC町田ゼルビア加入内定が発表された。また同月28日には特別指定選手に承認された。
2021年よりFC町田ゼルビアに正式加入。6月9日、天皇杯2回戦の栃木SC戦で後半途中から出場しプロデビューを果たした。
2023年、カマタマーレ讃岐に期限付き移籍。
2024年、町田に復帰するも同年4月19日、再びカマタマーレ讃岐へ育成型期限付き移籍した。移籍期間は2025年1月31日。
2025年シーズンはFC町田ゼルビアへ復帰することが発表された。

## 所属クラブ
- 横浜すみれSC
- JFC FUTURO（横浜市立都筑小学校）
- クラブテアトロJrユース（横浜市立中川西中学校）
- 桐光学園高等学校
  - 2020年9月 - 同年12月  FC町田ゼルビア（特別指定選手）
- 2021年 -  FC町田ゼルビア
  - 2023年  カマタマーレ讃岐（期限付き移籍）
  - 2024年4月 - 12月  カマタマーレ讃岐（育成型期限付き移籍）

## 個人成績
| 国内大会個人成績 | 国内大会個人成績 | 国内大会個人成績 | 国内大会個人成績 | 国内大会個人成績 | 国内大会個人成績 | 国内大会個人成績 | 国内大会個人成績 | 国内大会個人成績 | 国内大会個人成績 | 国内大会個人成績 | 国内大会個人成績 |
| 年度             | クラブ           | 背番号           | リーグ           | リーグ戦         | リーグ戦         | リーグ杯         | リーグ杯         | オープン杯       | オープン杯       | 期間通算         | 期間通算         |
| 年度             | クラブ           | 背番号           | リーグ           | 出場             | 得点             | 出場             | 得点             | 出場             | 得点             | 出場             | 得点             |
| 日本             | 日本             | 日本             | 日本             | リーグ戦         | リーグ戦         | リーグ杯         | リーグ杯         | 天皇杯           | 天皇杯           | 期間通算         | 期間通算         |
| ---------------- | ---------------- | ---------------- | ---------------- | ---------------- | ---------------- | ---------------- | ---------------- | ---------------- | ---------------- | ---------------- | ---------------- |
| 2021             | 町田             | 26               | J2               | 2                | 0                | -                | -                | 1                | 0                | 3                | 0                |
| 2022             | 町田             | 26               | J2               | 1                | 0                | -                | -                | 0                | 0                | 1                | 0                |
| 2023             | 讃岐             | 2                | J3               | 33               | 0                | -                | -                | 2                | 0                | 35               | 0                |
| 2024             | 町田             | 29               | J1               | 0                | 0                | -                | -                | -                | -                | 0                | 0                |
| 2024             | 讃岐             | 99               | J3               | 10               | 0                | -                | -                | 2                | 0                | 12               | 0                |
| 2025             | 町田             | 77               | J1               |                  |                  |                  |                  |                  |                  |                  |                  |
| 通算             | 日本             | 日本             | J1               | 0                | 0                | -                | -                | -                | -                | 0                | 0                |
| 通算             | 日本             | 日本             | J2               | 3                | 0                | -                | -                | 1                | 0                | 4                | 0                |
| 通算             | 日本             | 日本             | J3               | 43               | 0                | -                | -                | 4                | 0                | 47               | 0                |
| 総通算           | 総通算           | 総通算           | 総通算           | 46               | 0                | -                | -                | 5                | 0                | 51               | 0                |

- 2020年 特別指定選手としての公式戦出場無し

出場歴
- Jリーグ初出場 - 2021年6月13日 J2第18節 ブラウブリッツ秋田戦 (町田GIONスタジアム)

## 代表歴
- 2020年 日本高校サッカー選抜[10]
- 2020年 U-18サッカー日本代表候補[11]
- 2021年 U-22日本代表候補